# Константинопольский собор (518)
Константинопольский собор, состоявшийся в 518 году в Константинополе — поместный собор, проведённый в начале правления византийского императора Юстина I. Собор подтвердил решения вселенского Халкидонского собора 451 года и осудил его противников.
В ночь с 8 на 9 июля 518 года престарелый Анастасий скончался, не оставив распоряжений о наследнике, и после непродолжительной смуты императорский трон занял приверженец Халкидонского собора Юстин. Новый император принял государство, находящееся в сложном положении с религиозной точки зрения. В Египте александрийские патриархи в два предшествующие царствования приобрели значительное могущество, а для населения Египта монофизитство стало не только национальной верой, но и символом их политической отчуждённости от Римской империи. В Сирии монофизитство было менее распространено, однако в этой провинции был особенно активен глава монофизитов того времени Севир Антиохийский. Также в Сирии и Месопотамии продолжала существовать многочисленная община несториан, последователей осуждённого на Третьем Вселенском Соборе в 431 году учения. На Западе существование рядом с папским престолом арианского Остготского королевства создавало деликатную и сложную проблему.
В формировании новой религиозной политики, призванной положить конец успехам монофизитов, в правление малограмотного Юстина определяющую роль играл его молодой и хорошо образованный племянник Юстиниан и, до своего убийства в 520 году, Виталиан. Назначенный за три месяца до смерти Анастасия Константинопольским патриархом Иоанн II не успел выразить каким-либо образом своих предпочтений и потому оставался для папы Гормизда приемлемой стороной в переговорах. С другой стороны, поскольку он был назначен Анастасием, монофизиты подозревали в нём сочувствие своей вере. Прошедшие 15 и 16 июля массовые выступления жителей Константинополя у Собора Святой Софии, требовавшие осуждения Нестория и Севира, внести в диптихи четыре собора, патриархов Евфимия, Македония и папу Льва привели к тому, что патриарх и присутствовавшие в это время в столице епископы были вынуждены публично выразить халкидонитские взгляды. О событиях в Констатинополе и об аккламациях столичного населения говорится в сохранившихся деяниях собора 536 года. Окончательное решение этого вопроса было отложено до собора, который состоялся 20 июля.
Патриарх Иоанн II не присутствовал на соборе. 43 или 44 епископа из Константинополя и его окрестностей собрались под председательством Феофила, епископа Гераклеи. Синод рассмотрел требования народа и счёл их справедливыми и, без длительных дискуссий было утверждено решение, состоящее из пяти пунктов:
1. Имена патриархов, умерших в изгнании, Евфимия и Македония, должны быть восстановлены в диптихов, всё, что делалось против них должно быть отменено, а их останки перенесены в Константинополь;
2. епископы, осуждённые и изгнанные по делу Евфимия и Македония, должны быть возвращены на свои кафедры;
3. Никейский, Константинопольский, Эфесский и Халкидонский соборы должны быть внесены в диптихи;
4. имя папы Льва должно быть внесено в диптихи с теми же почестями, что и имя Кирилла Александрийского;
5. предание анафеме Севира Александрийского[8][9].

Пятый пункт был оформлен отдельным документом и подписан 26 представителями Антиохийской церкви. Копии декрета собора были направлены патриархом Иоанном другим влиятельным иерархам, из которых до нашего времени сохранилось два послания, адресованные Иоанну, патриарху Иерусалима и Епифанию, епископу Тира. В ответ на эти послания, был проведён ряд поместных соборов — 6 августа 518 года в Иерусалиме, 16 сентября в Тире и в сирийской Апамее. Все они, с незначительными региональными вариациями, осудили монофизитство, после чего с доктринальной точки зрения дело восстановления церковного единства с Римом можно было считать оконченным.